# Armand Wasseige

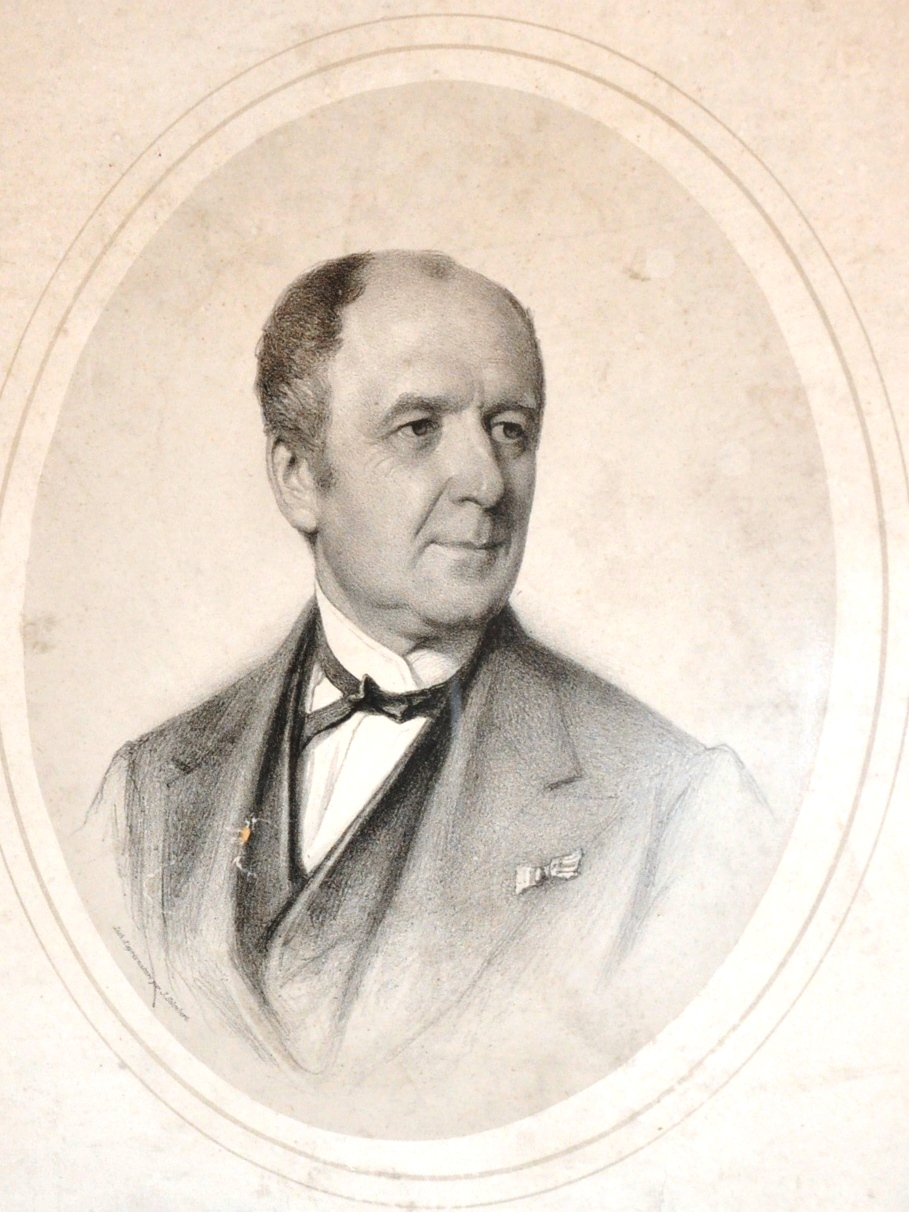
Armand Wasseige

Armand Xavier Henri Ghislain Wasseige (Namen, 17 april 1812 - Brussel, 9 juni 1882) was een Belgisch volksvertegenwoordiger, bestendig afgevaardigde, minister en burgemeester voor de Katholieke Partij.

## Levensloop
Wasseige was een zoon van Jean-Baptiste Xavier Wasseige (1785-1827), advocaat en pleitbezorger in Namen, die lid was van de Provinciale Staten, burgemeester werd van Dave en van Naninne en daarna ook nog gemeenteraadslid van Namen werd. Hij was getrouwd (in eerste huwelijk) met Marie Raulet (1790-1814). 
Armand Wasseige trouwde met Olympe Manderbach (1818-1893) en promoveerde tot doctor in de rechten aan de Universiteit van Luik (1833). Hij vestigde zich als advocaat in Namen (1833-1880).

## Politieke loopbaan
Zowel lokaal en provinciaal als nationaal speelde Wasseige een niet onbelangrijke rol.
- 1844-1854: provincieraadslid in de provincie Namen;
- 1844-1851: burgemeester van Dave. Hij was ook beheerder van de eigendommen van hertog Fernan-Nunez in Dave;
- 1851-1854: bestendig afgevaardigde in de provincie Namen;
- 1854-1870: burgemeester van Dave;
- 1859-1882: volksvertegenwoordiger voor het arrondissement Namen;
- 1870-1871: minister van Openbare Werken.

Hij overleed haastig in Brussel, in het Hôtel de Flandre aan de gevolgen van een hersenbloeding.
De zeer uitgebreide nakomelingschap noemde zich, vanaf de kleinzoons van Armand Wasseige, de Wasseige en werd vanaf 1922 opgenomen in de Belgische adel.